# ZDHHC18
ZDHHC18 (англ. Zinc finger DHHC-type containing 18) – білок, який кодується однойменним геном, розташованим у людей на 1-й хромосомі. Довжина поліпептидного ланцюга білка становить 388 амінокислот, а молекулярна маса — 42 031.
| 10         |  | 20         |  | 30         |  | 40         |  | 50         |
| ---------- |  | ---------- |  | ---------- |  | ---------- |  | ---------- |
| MKDCEYQQIS |  | PGAAPLPASP |  | GARRPGPAAS |  | PTPGPGPAPP |  | AAPAPPRWSS |
| SGSGSGSGSG |  | SLGRRPRRKW |  | EVFPGRNRFY |  | CGGRLMLAGH |  | GGVFALTLLL |
| ILTTTGLFFV |  | FDCPYLARKL |  | TLAIPIIAAI |  | LFFFVMSCLL |  | QTSFTDPGIL |
| PRATVCEAAA |  | LEKQIDNTGS |  | STYRPPPRTR |  | EVLINGQMVK |  | LKYCFTCKMF |
| RPPRTSHCSV |  | CDNCVERFDH |  | HCPWVGNCVG |  | RRNYRFFYAF |  | ILSLSFLTAF |
| IFACVVTHLT |  | LRAQGSNFLS |  | TLKETPASVL |  | ELVICFFSIW |  | SILGLSGFHT |
| YLVASNLTTN |  | EDIKGSWSSK |  | RGGEASVNPY |  | SHKSIITNCC |  | AVLCGPLPPS |
| LIDRRGFVQS |  | DTVLPSPIRS |  | DEPACRAKPD |  | ASMVGGHP   |  |            |

A: Аланін

C: Цистеїн

D: Аспарагінова кислота

E: Глутамінова кислота

F: Фенілаланін

G: Гліцин

H: Гістидин

I: Ізолейцин

K: Лізин

L: Лейцин

M: Метіонін

N: Аспарагін

P: Пролін

Q: Глутамін

R: Аргінін

S: Серин

T: Треонін

V: Валін

W: Триптофан

Кодований геном білок за функціями належить до трансфераз, ацилтрансфераз, фосфопротеїнів. 
Задіяний у такому біологічному процесі, як альтернативний сплайсинг. 
Локалізований у мембрані.